# Žiželice (district de Louny)
Pour les articles homonymes, voir Žiželice.
Žiželice (en allemand : Schießelitz) est une commune du district de Louny, dans la région d'Ústí nad Labem, en Tchéquie. Sa population s'élevait à 408 habitants en 2021.

## Géographie
Žiželice est située à 19 km à l'ouest de Louny, à 49 km au sud-ouest d'Ústí nad Labem et à 72 km au nord-ouest de Prague.
La commune est limitée par Březno et Hrušovany au nord, par Velemyšleves et Staňkovice à l'est, par Žatec et Libočany au sud, et par Nové Sedlo au sud-ouest et à l'ouest.

## Histoire
La première mention écrite du village date de 1318.

## Administration
La commune se compose de quatre quartiers :
- Hořetice
- Přívlaky
- Stroupeč
- Žiželice

## Galerie

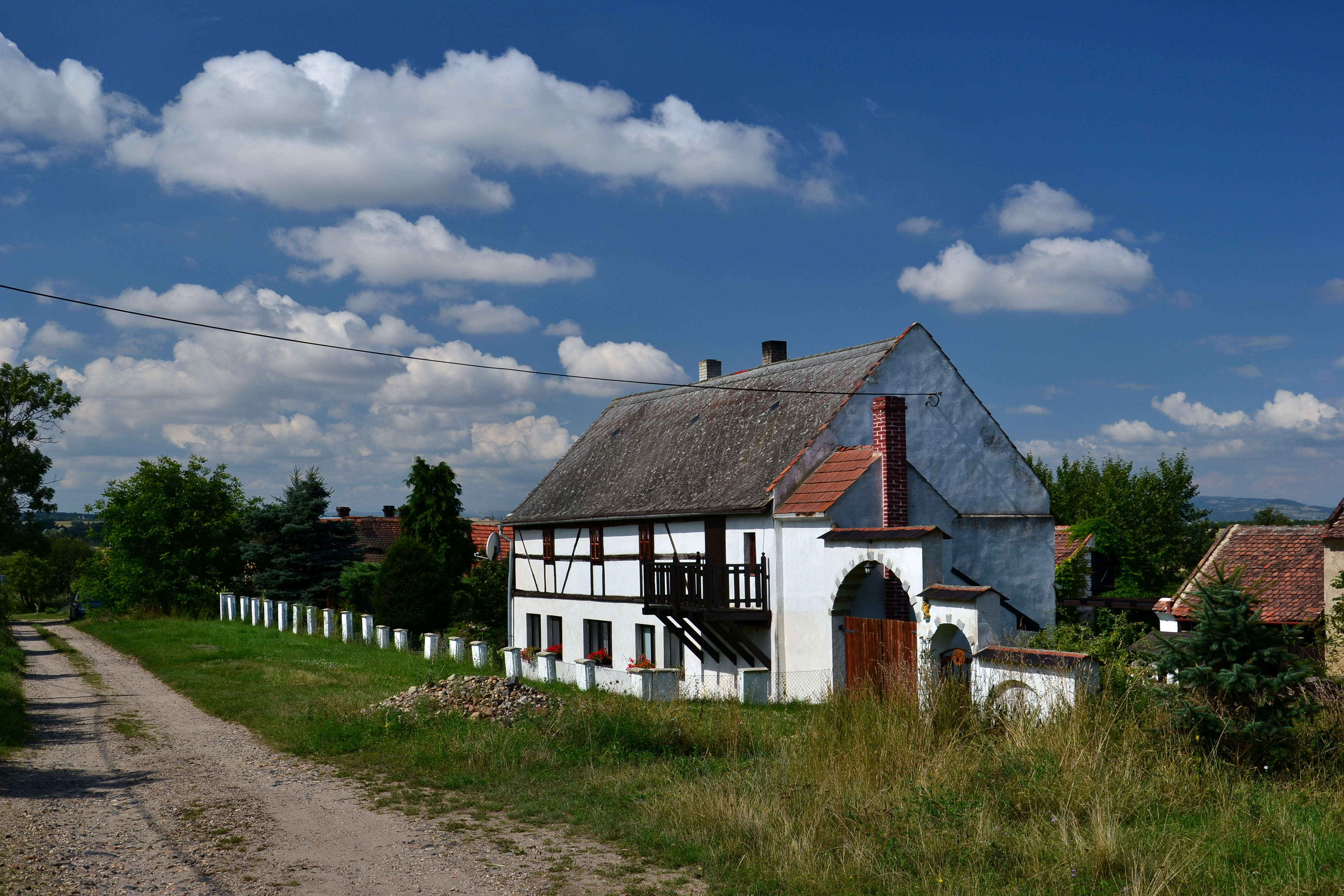
Přívlaky : architecture rurale traditionnelle.
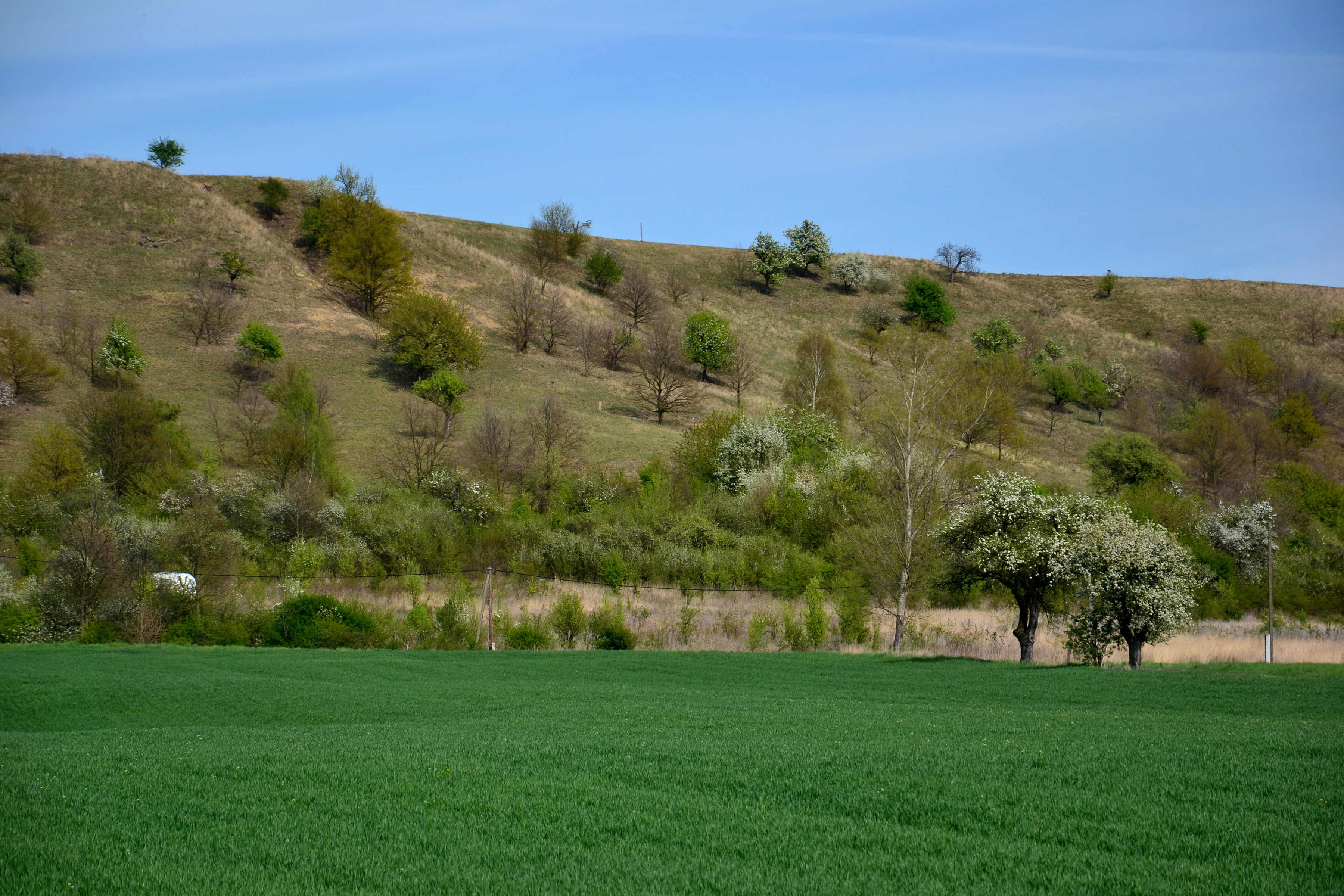
Zone spéciale de conservation de Stroupeč.

## Transports
Par la route, Žiželice se trouve à 5 km de Žatec, à 22 km de Louny, à 62 km d'Ústí nad Labem et à 89 km de Prague.